# Ligne 5 du tramway d'Anvers
Pour les articles homonymes, voir Ligne 5.
La ligne 5 du tramway d'Anvers est une ligne de tramway  qui relie Wijnegem (Fortveld) à Linkeroever.

## Histoire
4 mars 2006 : mise en service entre Deurne Saerensplein et Anvers P+R Linkeroever, section Anvers Sportpaleis - Deurne Saerensplein reprise à la ligne 12.
14 avril 2012 : extension vers Wijnegem Fortveld.
État au 1er septembre 2019 : 5 Anvers P+R Linkeroever - Wijnegem Fortveld.

## Tracé et stations
La ligne 5 relie la commune de Wijnegem (à l'est de l'agglomération) à Linkeroever (sur la rive gauche de l'Escaut) via le centre ville. La ligne emprunte le prémétro d'Anvers de la station Schijnpoort à la station Frederik van Eeden.

### Les stations
|  |   |  | Station                   | Lat/Long                    | Commune  | Correspondances |
|  | - |  | ------------------------- | --------------------------- | -------- | --- |
|  | O |  | Wijnegem - Fortveld       | 51° 13′ 31″ N, 4° 30′ 41″ E | Wijnegem | Ligne 10 du tramway d'Anvers |
|  | o |  | Schijnbeemden             | 51° 13′ 29″ N, 4° 30′ 25″ E | Wijnegem | Ligne 10 du tramway d'Anvers |
|  | o |  | Wijnegem Shopping Center  | 51° 13′ 26″ N, 4° 30′ 08″ E | Wijnegem | Ligne 10 du tramway d'Anvers |
|  | o |  | Ertbrugge                 | 51° 13′ 20″ N, 4° 29′ 38″ E | Anvers   | Ligne 10 du tramway d'Anvers |
|  | o |  | Havik                     | 51° 13′ 16″ N, 4° 29′ 19″ E | Anvers   | Ligne 10 du tramway d'Anvers |
|  | o |  | Ruggeveld                 | 51° 13′ 11″ N, 4° 28′ 56″ E | Anvers   | Ligne 10 du tramway d'Anvers |
|  | o |  | Frans Van Dijck           | 51° 13′ 26″ N, 4° 28′ 45″ E | Anvers   | |
|  | o |  | Van Overmeire             | 51° 13′ 46″ N, 4° 28′ 45″ E | Anvers   | |
|  | o |  | Ruggeveldlaan             | 51° 13′ 54″ N, 4° 28′ 45″ E | Anvers   | |
|  | o |  | Hermans                   | 51° 13′ 50″ N, 4° 28′ 28″ E | Anvers   | |
|  | o |  | Antwerp Stadion           | 51° 13′ 42″ N, 4° 28′ 11″ E | Anvers   | |
|  | o |  | Clara Snellings           | 51° 13′ 38″ N, 4° 27′ 53″ E | Anvers   | |
|  | o |  | Craeybeckx                | 51° 13′ 33″ N, 4° 27′ 32″ E | Anvers   | |
|  | o |  | Confortalei               | 51° 13′ 41″ N, 4° 27′ 26″ E | Anvers   | |
|  | o |  | Lakborslei                | 51° 13′ 37″ N, 4° 27′ 14″ E | Anvers   | |
|  | o |  | Ten Eekhove               | 51° 13′ 37″ N, 4° 27′ 00″ E | Anvers   | |
|  | o |  | Sportpaleis               | 51° 13′ 38″ N, 4° 26′ 50″ E | Anvers   | |
|  | o |  | Schijnpoort               | 51° 13′ 38″ N, 4° 26′ 20″ E | Anvers   | Ligne 2 du tramway d'Anvers · Ligne 3 du tramway d'Anvers · Ligne 6 du tramway d'Anvers · Ligne 12 du tramway d'Anvers                                                               |
|  | o |  | Handel                    | 51° 13′ 27″ N, 4° 25′ 55″ E | Anvers   | Ligne 2 du tramway d'Anvers · Ligne 3 du tramway d'Anvers · Ligne 6 du tramway d'Anvers                                                                                              |
|  | o |  | Elisabeth                 | 51° 13′ 22″ N, 4° 25′ 27″ E | Anvers   | Ligne 2 du tramway d'Anvers · Ligne 3 du tramway d'Anvers · Ligne 6 du tramway d'Anvers                                                                                              |
|  | o |  | Astrid - Centraal Station | 51° 13′ 08″ N, 4° 25′ 17″ E | Anvers   | SNCB |
|  | o |  | Opera                     | 51° 13′ 05″ N, 4° 24′ 56″ E | Anvers   | Ligne 1 du tramway d'Anvers · Ligne 3 du tramway d'Anvers · Ligne 9 du tramway d'Anvers · Ligne 10 du tramway d'Anvers · Ligne 15 du tramway d'Anvers · Ligne 24 du tramway d'Anvers |
|  | o |  | Meir                      | 51° 13′ 06″ N, 4° 24′ 24″ E | Anvers   | Ligne 3 du tramway d'Anvers · Ligne 4 du tramway d'Anvers · Ligne 7 du tramway d'Anvers · Ligne 9 du tramway d'Anvers · Ligne 15 du tramway d'Anvers                                 |
|  | o |  | Groenplaats               | 51° 13′ 07″ N, 4° 24′ 06″ E | Anvers   | Ligne 3 du tramway d'Anvers · Ligne 4 du tramway d'Anvers · Ligne 9 du tramway d'Anvers · Ligne 15 du tramway d'Anvers                                                               |
|  | o |  | Van Eeden                 | 51° 13′ 14″ N, 4° 23′ 11″ E | Anvers   | Ligne 3 du tramway d'Anvers · Ligne 9 du tramway d'Anvers · Ligne 15 du tramway d'Anvers                                                                                             |
|  | o |  | Halewijn                  | 51° 13′ 13″ N, 4° 22′ 46″ E | Anvers   | Ligne 3 du tramway d'Anvers · Ligne 9 du tramway d'Anvers · Ligne 15 du tramway d'Anvers                                                                                             |
|  | o |  | A. Van Cauwelaert         | 51° 13′ 13″ N, 4° 22′ 30″ E | Anvers   | Ligne 3 du tramway d'Anvers · Ligne 9 du tramway d'Anvers · Ligne 15 du tramway d'Anvers                                                                                             |
|  | o |  | Sporthal                  | 51° 13′ 12″ N, 4° 22′ 05″ E | Anvers   | Ligne 3 du tramway d'Anvers · Ligne 9 du tramway d'Anvers · Ligne 15 du tramway d'Anvers                                                                                             |
|  | o |  | Regatta                   | 51° 13′ 12″ N, 4° 21′ 46″ E | Anvers   | P+R |
|  | O |  | P+R Linkeroever           | 51° 13′ 11″ N, 4° 21′ 01″ E | Anvers   | P+R |

## Exploitation de la ligne
La ligne 5 est exploitée par De Lijn. Ses 10 km sont parcourus en 40 minutes.

### Fréquence
La ligne 5 a une fréquence d'un tram toutes les dix minutes en journée, et d'un tram toutes les quinze minutes en soirée.

### Matériel roulant
La ligne est exploitée à l'aide de rames Bombardier Hermelijn et Bombardier Flexity Albatros courtes et longues.